# Stane Koselj
Stane Koselj, slovenski papirniški strokovnjak in gospodarstvenik, * 26. april 1910, Zadraga, † 2007.
Že leta 1929 se je zaposlil v Papirnici Vevče. Koselj je bil (okoli 30 let?) direktor papirnice Radeče papir (1949-197?), predsednik Združenja papirne industrije SFRJ, predsednik skupine  za celulozo in papir pri zvezni Gospodarski zbornici itd.

## Odlikovanja in nagrade
Leta 1977 je dobil Kraigherjevo nagrado GZS.
Leta 2000 je prejel častni znak svobode Republike Slovenije z naslednjo utemeljitvijo: »za pomembne dosežke pri razvoju papirne industrije«.